# Martin Rios
Martin Rios (Glarona, 24 marzo 1981) è un giocatore di curling svizzero.

## Carriera
Nel 2018 ha partecipato nel torneo misto ai Giochi olimpici di Pyeongchang, in Corea del Sud, aggiudicandosi la medaglia d'argento.

## Palmarès

### Mondiali misti
- Oro a Erzurum 2012;
- Oro a Lethbridge 2017.

### Campionati europei misti
- Oro a Tårnby 2011;
- Bronzo a Tårnby 2014.